# Yamaha TRX 850

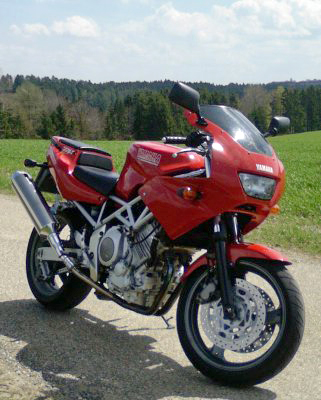
Yamaha TRX

Die TRX 850 (interne Modellbezeichnung „4UN“) ist ein Motorradmodell des japanischen Motorradherstellers Yamaha.

## Modellcharakteristika
Sie wurde zwischen 1995 und 1999 gebaut. Das Modelljahr 1995 war nur auf dem japanischen Markt zu haben und unterscheidet sich von den nachfolgenden Baujahren durch ein anderes Bremssystem und eine andere Motorabstimmung (mit etwas weniger Leistung). Die TRX 850 wurde in den Baujahren 1996 bis 1999 nahezu unverändert gebaut. Einzige bekannte Änderungen (neben verschiedenen Farbvarianten) waren die Verwendung härterer Ventile ab Baujahr 1997 und eine kürzere Getriebeübersetzung im ersten Gang zum Modelljahr 1999.
Die TRX 850 hat einen Parallel-Twin mit 850 cm³ Hubraum und einen Gitterrohrrahmen. Der TRX-Motor ist in seiner Basis verwandt mit dem Motor der Yamaha TDM 850 (Version 4TX). Mit ihrem handgeschweißten Gitterrohrrahmen und einem ungewöhnlichen Hubzapfenversatz von 270 Grad, der für einen italienischen Auspuffschlag verantwortlich zeichnet, war die TRX 850 klar gegen die Ducati 900 SS positioniert.
Die Maschine wird in Fahrerkreisen gelegentlich „Trixxe“ oder „Trixie“ genannt.
Schon bald nach dem Verkaufsstart der Yamaha TRX wurden die Honda VTR 1000 (Firestorm) sowie die Suzuki TL 1000 als Vertreter einer neuen Leistungsklasse starker japanischer Zweizylinder der Öffentlichkeit vorgestellt. Diese beiden Modelle boten wesentlich mehr Leistung.

## Technische Daten
| Motor:                                     | Zweizylinder Reihe, Viertakt, Flüssigkeitsgekühlt, DOHC, zwei Ausgleichswellen, Trockensumpfschmierung |
| Ventile:                                   | 5 über Tassenstößel betätigte Ventile pro Zylinder |
| Verdichtung:                               | 10,5 : 1 |
| Bohrung × Hub:                             | 89,5 × 67,5 mm |
| Hubzapfenversatz:                          | 270 Grad |
| Hubraum:                                   | 849 cm³ |
| Leistung:                                  | 83 PS (61 kW) bei 7500 Min-1 |
| Drehmoment:                                | 87 Nm bei 6000 Min-1 |
| Treibstoff:                                | Bleifreies Normalbenzin |
| Verbrauch:                                 | 5,2–7,5 l/100 km |
| Vergaser:                                  | Gleichdruckvergaser Mikuni BDST38/2, Fallstromanordnung |
| Zündung:                                   | kontaktlose Transistorzündung |
| Kupplungsart:                              | per Bowdenzug betätigte Mehrscheiben-Ölbadkupplung |
| Getriebe:                                  | klauengeschaltetes Fünfganggetriebe (I: 36/14, II:37/20, III:30/21, IV: 27/23, V:28/27) |
| Primärantrieb:                             | Stirnräder (67/39) |
| Sekundärantrieb:                           | O-Ring-Kette zum Hinterrad (39/17) |
| Fahrwerk:                                  | Stahlrohr-Gitterrahmen, in Federbasis und Zugstufendämpfung verstellbare Teleskopgabel mit 41 mm Standrohrdurchmesser und 120 mm Federweg, hinten Zweiarmschwinge aus Aluminiumprofilen, über Hebelsystem angelenktes, in Zug- und Druckstufendämpfung verstellbares Zentralfederbein mit 128 mm Federweg |
| Radstand:                                  | 1435 mm |
| Sitzhöhe:                                  | 795 mm |
| Lenkkopfwinkel:                            | 25° |
| Nachlauf:                                  | 97 mm |
| Bremsen:                                   | Vorn 300 mm Doppelscheibenbremse mit Vierkolbenfestsätteln und schwimmend gelagerten Scheiben, hinten 245 mm Einscheibenbremse mit Zweikolbenfestsattel |
| Räder/Bereifung:                           | Dreispeichen-Aluminium-Gussräder, vorn 3.50 × 17, hinten 5.00 × 17 / vorn 120/60 ZR 17, hinten 160/60 ZR 17 |
| Elektrik:                                  | 12 V, Drehstromlichtmaschine 700 W, Batterie 9 Ah Yuasa YTX9-BS |
| Zündkerzen:                                | NGK DPR8EA-9 oder NipponDenso X24EPR-U9 (Elektrodenabstand: 0,8 – 0,9 mm) |
| Tankkapazität (Reserve):                   | 18 L (3,5L) |
| Trockengewicht:                            | 188 kg |
| Fahrzeuggewicht (fahrfertig, vollgetankt): | 213 kg |